# Campeonato Mundial de Ciclocrós de 2017
El LXVIII Campeonato Mundial de Ciclocrós se celebró en Bieles (Luxemburgo) el 28 de enero de 2017 bajo la organización de la Unión Ciclista Internacional (UCI) y la Federación Luxemburguesa de Ciclismo.

## Medallistas
| Evento    | Oro                     | Plata                               | Bronce                          |
| --------- | ----------------------- | ----------------------------------- | ------------------------------- |
| Masculino | Wout van Aert · Bélgica | Mathieu van der Poel · Países Bajos | Kevin Pauwels · Bélgica         |
| Femenino  | Sanne Cant · Bélgica    | Marianne Vos · Países Bajos         | Kateřina Nash · República Checa |

### Masculino
| Puesto            | Ciclista             | País            | Tiempo  |
| ----------------- | -------------------- | --------------- | ------- |
| Medalla de oro    | Wout van Aert        | Bélgica         | 1:02:08 |
| Medalla de plata  | Mathieu van der Poel | Países Bajos    | 1:02:52 |
| Medalla de bronce | Kevin Pauwels        | Bélgica         | 1:04:17 |
| 4                 | Lars van der Haar    | Países Bajos    | 1:05:00 |
| 5                 | Corné van Kessel     | Países Bajos    | 1:05:17 |
| 6                 | Laurens Sweeck       | Bélgica         | 1:05:37 |
| 7                 | Michael Boroš        | República Checa | 1:05:57 |
| 8                 | Gianni Vermeersch    | Bélgica         | 1:06:10 |

### Femenino
| Puesto            | Ciclista          | País            | Tiempo |
| ----------------- | ----------------- | --------------- | ------ |
| Medalla de oro    | Sanne Cant        | Bélgica         | 43:06  |
| Medalla de plata  | Marianne Vos      | Países Bajos    | 43:07  |
| Medalla de bronce | Kateřina Nash     | República Checa | 43:27  |
| 4                 | Lucinda Brand     | Países Bajos    | 43:27  |
| 5                 | Maghalie Rochette | Canadá          | 43:42  |
| 6                 | Eva Lechner       | Italia          | 43:59  |
| 7                 | Christine MAjerus | Luxemburgo      | 44:27  |
| 8                 | Ellen Van Loy     | Bélgica         | 44:31  |